# Колдома (деревня)
Колдома — деревня в Кирилловском районе Вологодской области.
Входит в состав Ферапонтовского сельского поселения (с 1 января 2006 года по 13 апреля 2009 года входила в Суховерховское сельское поселение), с точки зрения административно-территориального деления — в Суховерховский сельсовет.
Расстояние до районного центра Кириллова по автодороге — 5 км, до центра муниципального образования Ферапонтово по прямой — 13 км. Ближайшие населённые пункты — Хвощеватик, Кленовицы, Пески, Поздышка, Суховерхово, Малое Зауломское.
По переписи 2002 года население — 30 человек (14 мужчин, 16 женщин). Всё население — русские.